# Kofi Sarkodie
Kofi Kwarteng Frempong Sarkodie (Huber Heights, 22 maart 1991) is een Ghanees–Amerikaans voetballer die bij voorkeur als rechtsback speelt. Hij tekende in 2011 bij Houston Dynamo.

## Clubcarrière
Sarkodie werd als zevende gekozen in de MLS SuperDraft 2011 door Houston Dynamo. Hij maakte zijn debuut op 25 maart 2011 tegen Seattle Sounders. In zijn eerste twee seizoenen bij de club speelde Sarkodie opeenvolgend in zeven en in 10 competitiewedstrijden. In zijn derde seizoen bij de club greep hij een basisplaats die hij ook het seizoen erna behield.